# Người Yazidi
Người Yazidi (cũng còn gọi là Yezidi hoặc Êzidî) là một cộng đồng sắc tộc tôn giáo người Kurd bản địa tại bắc Lưỡng Hà. Tôn giáo của họ, Yazidi giáo, có liên hệ tới cả Hồi giáo, Kitô giáo, Do Thái giáo, Hỏa giáo, và tín ngưỡng Lưỡng Hà cổ đại. Cộng đồng Yazidi hiện có khoảng từ 200.000 tới 700.000 người, tập trung chủ yếu ở miền bắc Iraq, đặc biệt tại hai huyện Sinjar và Shekhan. Ngoài ra, những đợt chạy nạn trước đây cũng làm nhiều người Yazidi phải định cư tại Syria, Thổ Nhĩ Kỳ, Armenia và một số nước châu Âu.

## Tổng quan

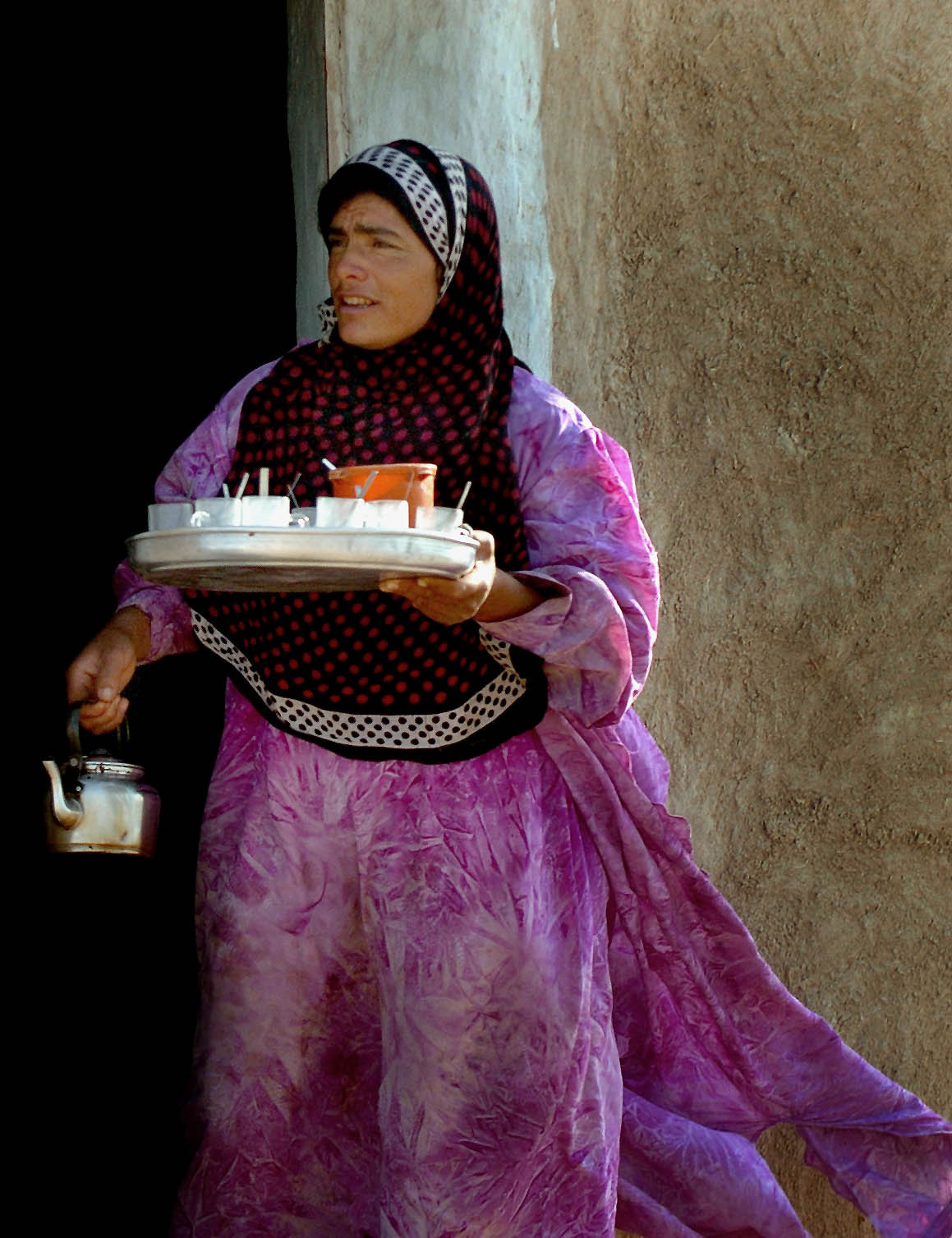
Một phụ nữ Yezidi

Yazidi là tôn giáo độc thần xuất phát từ một số bộ tộc người Medes (Iran cổ đại) và có nhiều nghi lễ tương đồng với Bái Hỏa giáo thờ lửa của Ba Tư cổ. Với lịch sử hơn 4.000 năm và là một trong những tôn giáo lâu đời. Người Yazidi tin vào thượng đế duy nhất gọi là Xwede. Tôn giáo này bị các tôn giáo khác, đặc biệt là Hồi giáo, xem là tà đạo thờ quỷ. Một trong những thiên thần mà người Yazidi rất tôn thờ là Malek Taous. Theo người Yazidi, vị thiên thần này từng có lúc làm phật lòng Thượng đế nhưng sau đó đã hồi tâm chuyển ý. Trong khi đó, người theo Hồi giáo cho rằng Malek Taous chính là thiên thần tạo phản và trở thành quỷ Iblis. Người Yazidi mang tiếng thờ quỷ từ đó.
Tôn giáo này cũng có sách thánh như Thánh Kinh của Công giáo hoặc Kinh Coran của Hồi giáo nhưng việc truyền đạo chủ yếu là truyền miệng. Những người theo đạo này quan niệm sinh ra là người Yazidi chứ không trở thành người Yazidi nên không chấp nhận người cải đạo. Đây cũng là một trong những lý do làm tôn giáo này ít phổ biến. Đạo Yazidi đã hấp thụ một phần giáo lý của các tôn giáo khác trong quá trình phát triển nên cũng bị xem là đạo tổng hợp và không được thừa nhận. Tuy nhiên, những bản sắc mà họ vẫn giữ như không ăn rau xà lách, không mặc trang phục màu xanh hay luôn đốt một ngọn lửa nhỏ linh thiêng trong nhà thì bị xem là hoạt động tà giáo.

## Nguy cơ
Sự trỗi dậy của Hồi giáo tại Iraq đẩy cộng đồng thiểu số theo đạo Yazidi vào thảm cảnh diệt chủng. Người dân tộc thiểu số dòng Yazidi bị phiến quân IS buộc phải cải đạo nếu không sẽ bị giết chết. Hơn 500 người Yazidi dã bị giết hại tuần qua và có khoảng 70 trẻ em chết vì đói khát khi trốn lên núi ở tỉnh Dohuk, cực bắc Iraq. Khi chiếm được thị trấn Sinjar, IS đã thảm sát ít nhất 500 người Yazidi, khoảng 300 phụ nữ Yazidi đã bị bắt để làm nô lệ, thậm chí làm nô lệ tình dục cho các tay súng Hồi giáo và mới nhất là lực lượng ISIL lại giết 80 người Yazidi trong đợt tấn công vào làng Kocho, gần Sinjar. Đây chính là một trong những lý do để Mỹ ném bom IS. Trong lịch sử, họ phải trốn chạy 72 cuộc diệt chủng.